# Melo Mafali
Carmelo Mafali, detto Melo (Messina, 6 febbraio 1958 – Ajka, 30 novembre 2021), è stato un pianista e compositore italiano.

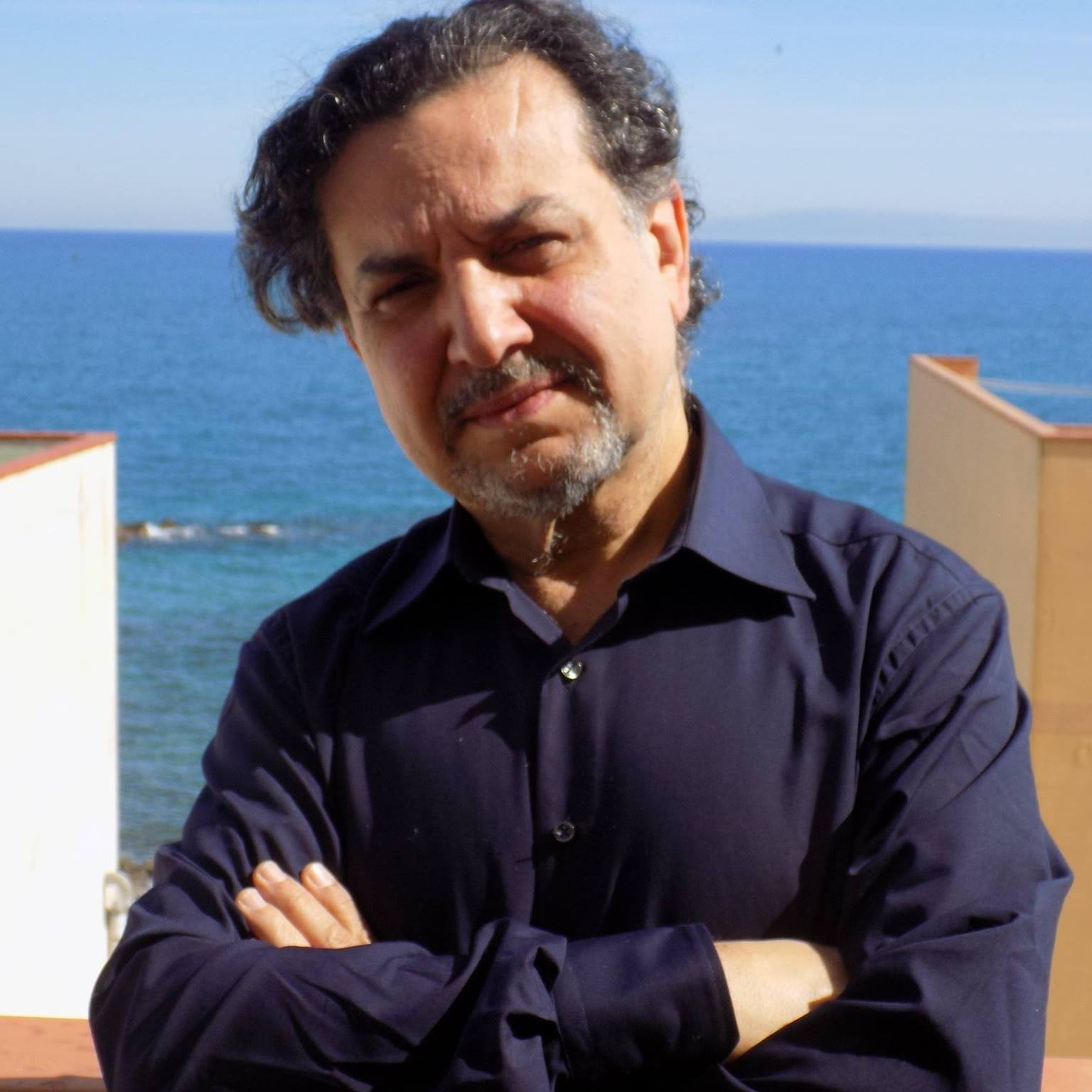
Melo Mafali

Dopo aver compiuto gli studi classici nella sua città si trasferisce a Colonia. Nei primi anni del 2000 torna a Messina, città nella quale risiederà per il resto della sua vita. Tra i suoi lavori importanti si ricordano Babylons Acumen (1992), Aida presents Mythos (1995), El Libro de la Luna (1993).
Ha composto anche musica per ensemble e strumenti tradizionali, oltre che composizioni elettroniche tra cui L'Ecole du Libertinage del 2002. Tra le sue composizioni classiche si ricordano Minimal Bride (2000) per due xilofoni e orchestra d'archi, il Concerto n.1 per pianoforte e orchestra (1995), Suite Antiqua per piccola orchestra d'archi, Suite per due chitarre e quartetto d'archi, Trittico di Vulcano, e numerosi brani per ensemble orchestrali, pianoforte solo o per due pianoforti, per chitarra sola e per duo di chitarre, per chitarra e piano, per trii e quartetti.
Ha collaborato dal 1996 al 2003 al progetto per due pianoforti, The Piano Duo, con il quale ha registrato tre CD per l'etichetta tedesca Greenhouse. Alcune delle sue composizioni per pianoforte sono state incise dalla pianista di origine coreana Jennifer Lim. Tra le sue collaborazioni come arrangiatore e compositore spiccano quelle con il bluesman Rufus Thomas, e Bobby Kimball del gruppo Toto.
Nel 2006 ha avviato il progetto The Spell Trio con il fratello Pippo Mafali, bassista e compositore, e la cantante e violinista Maria Fausta Rizzo. La band si scioglierà nel 2012 con la morte di Pippo Mafali.
Nel 2008 ha composto, insieme a Bruno Venturo, le musiche per il film Un amore di Gide diretto da Diego Ronsisvalle con la produzione di Lastrada.
Nel 2014 fonda la Società Cooperativa Sinfonietta Messina per la quale ha composto arrangiamenti e composizioni originali. Fra tutte le opere composte per l'Orchestra Sinfonietta si ricorda l'Opera/Balletto dedicata alla vita di Giovanni Falcone dal titolo La manna, andata in scena a Messina il 26 febbraio 2016, scritta per orchestra d'archi e fiati e rock band. 

## Biografia
Nasce a Messina il 6 febbraio del 1958 da Domenico Mafali, insegnante di inglese, e Concetta Giuffrè, maestra. È fratello maggiore del compositore e contrabbassista Pippo Mafali. All'età di 9 anni inizia lo studio del pianoforte al conservatorio Arcangelo Corelli di Messina, con la maestra Carmela Leone. Partecipa nel 1979-1980 a due festival di Jazz importanti, nel primo con il gruppo musicale Funfair, aprendo per il grande Dexter Gordon, mentre nel secondo aprirà da pianista solista per la serata dedicata ai grandi batteristi del jazz, Max Roach, Jack de Johnette, Airto Moreira. Queste due esibizioni lo incoraggeranno a seguire la via della musica come filosofia di vita, nonché come professione.
Nel novembre del 1980 si trasferisce prima a Wuppertal, Germania Federale, poi a Colonia sul Reno, dove continua gli studi di pianoforte, e gli studi di composizione e musica corale.
Inizia però contemporaneamente a interessarsi di musica elettronica, un interesse che era nato anni prima quando iniziò a sperimentare con il minimoog, il suo primo sintetizzatore, che aveva usato frequentemente con il Mausoleo, un gruppo di estrazione progressive messinese che si ispirava alla scuola di Canterbury di Robert Wyatt.
Nel 1983 inizia a far parte dell'équipe di un importante studio di registrazione a Rommerskirchen, vicino a Colonia, lavorando assiduamente come arrangiatore midi e compositore, con l'aiuto della workstation elettronica PPG Waveterm, costruita da Wolfgang Palm, incidendo per nomi nuovi della musica soul americana prodotti in Germania dalla EMI.
Tra il 1986 e il 1990 lavora incessantemente in grandi studi di registrazione mitteleuropei, prevalentemente in Germania, ma anche nei Paesi Bassi e Belgio, tra i quali ricordiamo Can Studio, Dierks Studios, Katy Studios a Waterloo, Europa Sound a Francoforte sul Meno, Cream sempre a Francoforte.
Gli artisti con i quali collabora sono di estrazioni e generi disparati: Nino De Angelo (su ben tre dei suoi album), Anne Haigis, la scuola dance-elettronica di Francoforte sul Meno tra cui svettano Mousse T. e Off (i futuri Snap!), senza dimenticare il produttore/dj degli albori di questo genere, Mike Staab, con il quale realizza e produce svariate dance productions d'avanguardia e remake di successo (Delegation/Where's the Love), sotto la regia tecnica del leggendario fonico/produttore tedesco Thomas Schmitt.
Nel 1988 inizia la sua intensa collaborazione con la sua compagna di allora, l'eccentrica ballerina/coreografa di origini francesi Aida Le Pesqueur, che con lui inizia un connubio anche artistico che passa da spettacoli crossover a metà strada tra belly dance, danze etnoafricane e tango. Nel 1989 realizza con lei uno spettacolo originale al Flora di Colonia, con un grande successo di pubblico, stampa e interviste tv. A questo segue lo spettacolo "Mythos", a cui poi seguirà un album con musiche originali ispirate alle danze mediorientali, con forti contaminazioni elettroniche, edite dall'etichetta specializzata "Danzone" di Berlino.
Nel 1990 fonda lo studio di registrazione "Peak Top" a Colonia/Porz, insieme al grande manager belga Freddie Cousaert. Questa struttura diventa presto meta di alcune leggende della soul music americana, tra cui Gil Scott-Heron, Isaac Hayes, Rufus Thomas, Franky Gaye (il fratello di Marvin), Gloria Gaynor, perfino consigliato da altri artisti come Rick Wakeman e Tina Charles. Lo studio gode di una buona popolarità e si dedica anche alla produzione di svariate colonne sonore, specialmente di cartoni (Felix the Cat). Melo Mafali realizza in questo studio la sua opera prima da solista, "Babylons Acumen" (1992-Aton), un album singolare ed eclettico, con sonorità acido-elettroniche che si mescolano a strumenti classici e orchestrali, piano, archi, violino, senza alcuna concessione all'easy listening, anzi con una forte vena da colonna sonora a forti tinte. Il roboante pamphlet nel booklet che accompagna il cd parla di stati futuri che si uniranno per poi sciogliersi nel prossimo futuro, la fine del razionalismo, una nuova Babilonia. È un album concept moderno e all'avanguardia, che lascia perplessi o entusiasti, senza mezzi termini.
Su Babylons Acumen sono presenti alcuni brani fondamentali, tra cui spiccano "Der Geschaeftsmann", che diventerà in seguito "Atem", in versione orchestrale, e "Mutazione", con le "Variazioni per Quartetto d'Archi". Nel 1994 esce per la EFA il primo album per piano solo, "El Libro De La Luna", con in copertina un dipinto dell'artista inglese Rowland Fade, che include "La Morte Douce", forse il brano per pianoforte più famoso del musicista. Nasce proprio in questo magico '93 la sua collaborazione con la band di Colonia "What's Up", W.Fedde, D.Sengotta, Brahm Heidl e soprattutto Ron White, cantante e ballerino di colore originario di Washington D.C. La band riscuoterà notevoli successi mediali e di pubblico negli anni seguenti (trasmissioni tv importanti, tra cui VIVA e Schmitteinander in cui si esibiscono dal vivo con le Pointer Sisters, fino a sciogliersi per fratture interne nel 1999, dopo una tournée spagnola per promuovere il primo e unico cd. Negli anni novanta realizza anche una serie di musiche per corti e spot pubblicitari tra cui quello per la Warsteiner e la Opel Corsa. È del 1990 la musica per il corto Luxuria del regista austriaco C. Wohlfahrter, film che passò anche sulle reti SAT 1, RTL e ZDF.
Negli anni novanta Melo Mafali comincia a comporre musica classica e classico contemporanea per svariate ensemble, elaborando e realizzando così una sua vena fortemente neoclassica, mista ad elementi e moduli eterogenei di altre modalità musicali. Le Variazioni su Mutazione per Quartetto d'Archi sono del 1990, il Concerto per Pianoforte e Orchestra in si minore è del 1995. Il progetto più importante del musicista negli anni novanta è certamente il connubio con il pianista e compositore Renè Pretschner, noto sotto il nome di The Pianoduo. Questo inusuale sodalizio musicale produrrà tre album, di cui uno doppio e uno dal vivo (vedi discografia). Gli anni duemila cominciano con la collaborazione con il fotografo e videografo Richard Welnowski, già noto per il duo notevole lavoro con la pluripremiata casa di produzione video Zbig. Con lui Melo Mafali realizza numerosi spot pubblicitari di notevole importanza, e anche il video di presentazione per il Piano Duo. Mafali conosce poi Alex Squarzoni, manager di spettacoli circensi, che lo nomina direttore musicale del suo nuovo spettacolo/circo, “Zucchero, a circus of Venice”. Mafali realizza anche un cd per l'occasione, in cui non mancano riferimenti a Rondò Veneziano. 
Negli ultimi anni, dal 2004 al 2021, si dedica maggiormente a composizioni di stampo classico, e arrangiamenti per archi e orchestra mista. Alcuni suoi brani classici vengono suonati in tournée internazionali come il Divertimento for two guitars che ha avuto la sua prima esecuzione presso il Guangzhou Opera House di Guangzhou, in Cina, ad opera del Duo Blanco Sinacori al quale ha dedicato diverse composizioni. Collabora poi con Wolf Hoffmann per il suo progetto classic/metal per un tour Mondiale. Per la band Accept realizza anche gli arrangiamenti orchestrali per l'album " Blood Of The Nation", 2010, come pure quelli per il concerto di Wacken 2017, nel quale la band tedesca suona tutti i suoi brani più famosi, accompagnata dal vivo dalla CSNO (Orchestra Nazionale della Repubblica Ceca).
Nella notte del 30 novembre 2021 Melo Mafali è morto, mentre si trovava in Ungheria per motivi di lavoro: alcuni giorni prima era risultato positivo al COVID-19. Nello stesso anno è apparso postumo, nel docufilm del regista messinese Mirko Trovatello dedicato ai Beatles dal titolo "The Beatles She's Leaving Home."

## Discografia
- Babylons Acumen (Aton, Germania, 1992)
- El Libro De La Luna (Jamc, Germania, 1993)
- The Book Of The Moon (Prestige, England, 1994)
- Aidas Mythos, Danzone (Germania, 1995)
- Zucchero, a Circus Of Venice (Aton, Germania, 2003)
- Obscure Environements, Four rooms by Melo Mafali (Aton, online only, digital release)
- El Latino, Greenhousemusic (Germania-Austria, 1997)
- Nocturna (2 Cd), Greenhousemusic (Germania-Austria, 1999)
- The PianoDuo Live In Concert (con Jennifer Lim, piano), Greenhousemusi (Germania-Svizzera-Austria, 2003)
- con "The Spell Trio", Pippo Mafali, Maria Fausta Rizzo: An Album Of Progressive And Jazz (Aton, Italia, 2006)
- con Wolf Hoffmann: Headbanger's Symphony (2016)
- Samplers e Compilations: The Sound Of Lepanto 14, vol. 1 and 2 (Italy, 2007 e 2009)
- Ibiza Elements (Spagna/Germania, 2001)
- Ten Piano Players, voll.1 e 2 (Greenhousemusic, 1997-1999)
- The Spirit Of Jazz (Greenhousemusic, Germania)
- El Mejor Album De LOS MUSTANGS (Spagna 1996), arrangiamento per M. Caballè
- Home (Musitalia, Italia, 2020)
- Heptachord, Trittico di Vulcano per sax soprano e chitarra (Italy, Almendra Records, 2016)
- Divertimento for two guitars per il Duo Blanco Sinacori (Italy, Almendra Records, 2019)